# Берлингејм (Калифорнија)
Берлингејм (енгл. Burlingame) град је у америчкој савезној држави Калифорнија. По попису становништва из 2010. у њему је живело 28.806 становника.

## Демографија
Према попису становништва из 2010. у граду је живело 28.806 становника, што је 648 (2,3%) становника више него 2000. године.
| Група             | 2000.          | 2010.          |
| Белци             | 20.063 (71,3%) | 17.434 (60,5%) |
| Афроамериканци    | 296 (1,1%)     | 360 (1,2%)     |
| Азијати           | 3.881 (13,8%)  | 5.841 (20,3%)  |
| Хиспаноамериканци | 2.995 (10,6%)  | 3.966 (13,8%)  |
| Укупно            | 28.158         | 28.806         |